# Escudo de Vigo
El escudo de la ciudad de Vigo se encuentra regulado por un acuerdo de su Ayuntamiento aprobado el 7 de abril de 1987. La descripción del escudo tal y como aparece en la norma que lo regula es la siguiente:

En campo azul claro, un castillo de base cuadrada terminado en una torre almenada, todo en oro, en la puerta baja una puerta con arco de medio punto, dos ventanas cuadradas en el cuerpo medio y dos troneras, también cuadradas en la torreta. En la parte izquierda del castillo hay un olivo de sinople con tronco marrón. Todo en una isla sobre un mar de seis franjas ondeantes de azul marino.
Una bordura de gules separada por una pequeña cinta blanca.
Al timbre, una corona real cerrada de oro.
Una cinta de divisa en plata y como lema “Fiel, Leal, Valerosa e Sempre Benéfica Cidade de Vigo” ("Fiel, leal, valerosa y siempre benéfica Ciudad de Vigo"), en negro.

## Historia
Históricamente Vigo estuvo sujeta a la jurisdicción de la Iglesia compostelana, esta circunstancia explica que en el escudo más antiguo de la ciudad del que se tiene noticia figurase, junto a un castillo, una “vieira” o venera jacobea. Finalizada la Guerra de la Independencia se decidió sustituir la  vieira o venera, ya que Vigo había dejado de pertenecer a una jurisdicción eclesiástica, por un olivo ya que junto a la iglesia colegial de esta ciudad existía un ejemplar de esta especie que fue considerado emblemático y en el nuevo continente se conocía a Vigo como “la ciudad del olivo”. Desde aquella época en el escudo de la ciudad de Vigo figuró un castillo rodeado por una corona formada por dos ramas de olivo. Este olivo representa la victoria y la fortuna, y fue tan representativo que Vigo llegó a conocerse como la ciudad olívica.

## Versión actual
La versión actual del escudo es una versión del que adornaba la fuente de Neptuno que estuvo situada en el pasado en la Puerta del Sol. En 1917 Marcelino Domínguez Elías, cronista de la ciudad, expuso en el Boletín de la Real Academia Gallega la conveniencia de establecer como modelo oficial del escudo, la versión que continúa estando vigente en la actualidad.
Es frecuente que en el escudo no figuren la bordura, la cinta blanca ni la divisa a pesar de la norma que lo regula establece su uso.
El escudo representa un castillo de base cuadrada y terminado en una torre. Al lado del castillo el antiguo olivo que se encontraba en el atrio de la Concatedral de Santa María de Vigo, todo en una isla sobre un mar de cinco franjas ondeantes representando el carácter marítimo de la ciudad.